# Чимитова, Дагзама Сулсуковна
Дагзама́ Сулсу́ковна Чими́това (1922―2000) ― советская бурятская актриса, Заслуженная артистка Бурятской АССР, Народная артистка Бурятской АССР (1977), участница первой (1940) и второй (1959) декад бурятской литературы и искусства в Москве, актриса Бурятского государственного академического театра драмы имени Х. Намсараева с 1952 года.

## Биография
Родилась в 1922 году в улусе Кулькисон (на территории современного Кижингинского района Бурятии) в семье крестьян-скотоводов.
Училась в Чесанской и Хоринской школах. После завершения школы работала учителем в Нельхайской школе Аларского района и у себя на родине — в Чесанской. Поступила в Учительский институт, но затем выбрала путь актрисы. Поступила в Театрально-музыкальное училище в городе Улан-Удэ. В 1940 году начала работать в хоре Бурят-Монгольского государственного ордена Ленина музыкально-драматического театра. В том же году вместе с этим театром стала участница Первой декады бурятской литературы и искусства в Москве.
В годы Великой Отечественной войны в составе творческой делегации от Бурятии ездила на Западный фронт для вручения бойцам танковой колонны, выстроенной и сформированной на средства сибиряков. Член КПСС с 1944 года.
В 1952 году начала служить в Бурятском театре драмы имени Хоца Намсараева. Участвовала во Второй декаде бурятской литературы и искусства в Москве в 1959 году.
В театре была одной из ведущих актрис. Под руководством режиссёров Буянто Аюшина, Цырена Шагжина, Фёдора Сахирова артистка играла в спектаклях на основе отечественной, зарубежной и бурятской драматургии. В ряду её успешных работ были такие роли, как: Гэрэл в «Будамшуу», Лиза и Наталья Дмитриевна в «Горе от ума», Вдова в «Укрощении строптивой», Луиза в «Коварство и любовь», Рита в «День Свадьбы», Тунгалаг в «Далан худалч» монгольского драматурга Ч. Ойдова, Елизарова в «Барометр показывает бурю» Даширабдана Батожабая. Зрители и критики высоко оценили её образы в спектаклях: «Дом Бернарды Альбы» Г. Лорки, «Король Лир» У. Шекспира, «Клятва» Ц. Шагжина и «Сэрэмпэл» Х. Намсараева, Кадича в «Тополек мой в красной косынке» Ч. Айтматова — эти и другие ее роли отличались глубиной раскрытия, искренностью и жизненной правдой.
Участвовала во всех гастрольных выступлений Бурятского драмтеатра, в том числе больших творческих отчетов в Москве, Ленинграде, поездок в Монголию, Калмыкию. В последние годы работы в театре сыграла роли в спектаклях: «Белая ворона», «Дурак Етаро», «Ретро», «Возвращение гусей», «На всякого мудреца довольно простоты». Эти работы дают право говорить о Чимитовой как об истинно народной артистке национального театра.
Награждена медалями: «За доблестный труд в Великой Отечественной войне 1941-1945 гг.», «40» и «50» лет МНР, нагрудным значком «Отличник культурного шефства над Вооруженными силами СССР» и «Отличник культурного шефства над селом» Министерства культуры СССР и ЦК профсоюза работников культуры (1973), «Ветеран труда», многими почётными грамотами.
За заслуги в развитии театрального искусства  Дагзама Сулсуковна Чимитова были удостоена почётных званий «Заслуженная артистка Бурятской АССР» и «Народная артистка Бурятской АССР» (1977).
Умерла в 2000 году в Улан-Удэ.